# Reg Harris
Reginald Hargreaves „Reg” Harris (ur. 1 marca 1920 w Bury, zm. 22 czerwca 1992 w Macclesfield) – brytyjski kolarz torowy i szosowy, dwukrotny wicemistrz olimpijski oraz ośmiokrotny medalista torowych mistrzostw świata. Odznaczony Orderem Imperium Brytyjskiego IV klasy (OBE).

## Kariera
Pierwszy sukces w karierze Reg Harris osiągnął w 1947 roku, kiedy zdobył złoty medal w sprincie indywidualnym amatorów podczas mistrzostw świata w Paryżu. Na rozgrywanych w 1948 roku igrzyskach olimpijskich w Londynie wspólnie z Alanem Bannisterem wywalczył srebrny medal w wyścigu tandemów, drugi był także w sprincie, ulegając jedynie Włochowi Mario Ghelli. W tym samym roku zdobył także brązowy medal w sprincie podczas mistrzostw świata w Amsterdamie, gdzie wyprzedzili go Ghella oraz Duńczyk Axel Schandorff. W 1949 roku przeszedł na zawodowstwo i od razu na mistrzostwach świata w Kopenhadze zwyciężył w swej koronnej konkurencji. W sprincie zwyciężył jeszcze trzy razy: na MŚ w Liège (1950), MŚ w Mediolanie (1951) i MŚ w Kolonii (1954). Ponadto zdobył jeszcze srebrny medal na mistrzostwach w Kopenhadze w 1956 roku oraz brązowy podczas mistrzostw w Zurychu w 1953 roku. Harris zakończył karierę w 1957 roku, jednak wrócił do sporu w latach 70., zdobywając między innymi swój siódmy złoty medal torowych mistrzostw Wielkiej Brytanii w 1974 roku. W czasie tego ostatniego zwycięstwa Brytyjczyk miał 54 lata. Startował również w wyścigach szosowych, ale bez większych sukcesów.